# Glogonj
Glogonj  (ćir.: Глогоњ ) je naselje u općini Pančevo u Južnobanatskom okrugu u Vojvodini.

## Zemljopis
Naselje Glogonj se prostire na 47.2 km² na nadmorskoj visini od 61 metra. Udaljen je 20 km od Pančeva.

## Stanovništvo
U naselju Glogonj živi 3.517 stanovnika, od toga 2.575 punoljetnih stanovnika, a prosječna starost stanovništva iznosi 39,6 godina (38,6 kod muškaraca i 40,7 kod žena). U naselju ima 1.003 domaćinstava, a prosječan broj članova po domaćinstvu je 3,17.
| Etnički sastav 2002. |            |        |
| Narod                | Stanovnika | %      |
| Srbi                 | 2.400      | 75,51% |
| Makedonci            | 367        | 11,54% |
| Rumunji              | 156        | 4,90%  |
| Jugoslaveni          | 106        | 3,33%  |
| Mađari               | 26         | 0,81%  |
| Romi                 | 17         | 0,53%  |
| Hrvati               | 6          | 0,18%  |
| Slovaci              | 6          | 0,18%  |
| ostali               | 12         | 0,33%  |
| nepoznato            | 68         | 2,13%  |

| broj stanovnika | 3678  | 3175  | 3230  | 3257  | 3605  | 3475  | 3178  |
|                 | 1948. | 1953. | 1961. | 1971. | 1981. | 1991. | 2001. |

## Vanjske poveznice
- Položaj, vrijeme i udaljenosti naselja[neaktivna poveznica]
- Glogonj